# Adams skabelse
Adams skabelse er et udsnit af loftudsmykningen i Det Sixtinske Kapel og er den mest kendte af freskerne, der blev malet af Michelangelo ca. 1511.
Det illustrerer skabelsesberetningen i Bibelens Første Mosebog, hvor Gud ånder liv i det første menneske, Adam.
Gennemgående malede Michelangelo meget robuste og atletiske kroppe, og det er værd at bemærke, at Gud og Adams skikkelser har samme kropstype. Det stemmer overens med Bibelens ord, hvor der står: "Gud sagde: 'Lad os skabe mennesker i vort billede, så de ligner os!'"
Billedet af Guds og Adams hænder, der næsten mødes, er blevet gengivet i talløse efterligninger og karikaturer. Sammen med Leonardo da Vincis Den sidste Nadver er Adams skabelse og de øvrige malerier i Det Sixtinske Kapel de religiøse malerier, der oftest er blevet gengivet.[kilde mangler]